# Newcastle Corinthians Football League
Newcastle Corinthians Football League är en engelsk fotbollsliga baserad i och runt Newcastle-upon-Tyne, grundad 1999. Den har två divisioner och toppdivisionen Division 1 ligger på nivå 14 i det engelska ligasystemet.
Ligan är en matarliga till Northern Football Alliance.